# توخربين (رحالة تيرخات)
توخربين هو دُوَّار يقع بجماعة رحالة، إقليم شيشاوة، جهة مراكش آسفي في المملكة المغربية. ينتمي الدوّار لمشيخة رحالة تيرخات التي تضم 20 دواوير. يقدر عدد سكانه بـ 730 نسمة حسب الإحصاء الرسمي للسكان والسكنى لسنة 2004.

## روابط خارجية
- البوابة الوطنية للجماعات الترابية نسخة محفوظة 12 مارس 2018 على موقع واي باك مشين.
- المندوبية السامية للتخطيط